# Ренфрушър
Ренфрушър (на английски: Renfrewshire, на шотландски: Siorrachd Rinn Friù) е една от 32-те области в Шотландия. Граничи с областите Северен Еършър, Глазгоу, Западен Дънбартъншър, Инвърклайд и Източен Ренфрушър.

## Населени места
- Пейзли (Paisley)
- Ренфру (Renfrew)